# Дивногорский, Николай Валерианович
Николай Валерианович Дивногорский (1882, Кузнецк, Саратовская губерния, Российская империя — 1907, Лозанна, Швейцария) — толстовец, а затем революционер-анархист.

## Биография
Родился в семье отставного коллежского регистратора, учился в Камышинском реальном училище, откуда его отчислили «за плохое поведение» в 1897 году, но он всё же смог поступить в Харьковский университет. 
Будучи студентом, он увлёкся толстовством, и пропагандировал его среди крестьян Харьковской губернии, где он бродил, представляясь народным учителем. Однажды проходя мимо огорода какого-то помещика и будучи очень голоден, он накопал себе картошки и развел костер, чтобы ее приготовить. Его поймали и побили за воровство. Разозлившись, он в ту же ночь поджег усадьбу помещика. В 1900 году Дивногорский бросил учебу в университете и отправился на Кавказ, чтобы поселиться там в коммуне толстовцев. 
В 1901 году он вернулся в Камышин, затем, скрываясь от призыва в армию, в 1903 году он уехал за рубеж и поселился в Лондоне. Там он познакомился жившим там другом Льва Толстого Владимиром Чертковым, и как утверждается, нелегально доставлял ему рукописи произведений Льва Толстого, которые нельзя было опубликовать в Российской империи из-за цензуры. Затем он стал анархистом.
В январе 1904 года он отправился из Лондона в Бельгию с анархистской литературы, которую планировалось переправить в Россию, но был арестован в Остенде, так как у него был поддельный паспорт на имя В. Власова. 6 февраля 1904 года уголовный суд Брюгге приговорил его к 15-дневному аресту, который был заменен высылкой из Бельгии. 
Он отправился в Париж, где примкнул к анархистам-«безначальцам» и отправился в Россию, чтобы организовывать там подпольные анархистские группы. Дивногорский прибыл в Санкт-Петербург, где на привезенные им деньги группа анархистов-«махаевцев» создала подпольную типографию, и с сентября 1905 года начала к регулярный выпуск листовок, которые подписывала «анархисты-общинники». К октябрю 1905 года они также издали две брошюры — «Вольная воля» тиражом в две тысячи экземпляров, и «Манифест крестьянам от анархистов-общинников» тиражом в десять тысяч экземпляров. 
Однако в январе 1906 года осведомитель, проникший в ряды анархистов, выдал группу. Было арестовано 13 человек, в том числе и Дивногорский, при обысках нашли подпольную типографию, склад литературы, стрелковое оружие, бомбы и яды. Анархистов судили и приговорили к длительным срокам каторги, но Дивногорский, которого во время следствия заключили в тюрьму Трубецкого бастиона Петропавловской крепости, симулировал сумасшествие и был помещен в психиатрическую больницу святого Николая Чудотворца, откуда в ночь на 17 мая 1906 года он бежал и добрался до Швейцарии.
Там он попытался основать собственную группу — «Женевскую организацию анархистов-коммунистов всех фракций» и печатное издание «Голос пролетария. Вольная трибуна анархистов-коммунистов», но объединить вокруг себя всех россисйских анархистов-эмигрантов ему не удалось.
В сентябре 1907 года вместе с некими Дубовским и Даниловым он пытался ограбить банк в Монтрё, оказал вооруженное сопротивление полиции, однако был задержан. Швейцарский суд приговорил его к 20 годам каторжных работ, но он умер в тюремной камере от сердечного приступа (по другим данным, он совершил самосожжение, облив себя в камере Лозаннской тюрьмы керосином из лампы). 
Революционер Иосиф Генкин вспоминал о Дивногорском так: «Человек подвижный и непоседливый, имел характер непосредственный, темперамент сугубо-сангвинический. Вечно он носился со множеством планов и проектов… По складу своей души искренний фанатик, отзывчивый добряк, что называется, рубаха-парень, с очень некрасивым, но очень привлекательным лицом…».